# 群馬県道・埼玉県道341号太田熊谷線

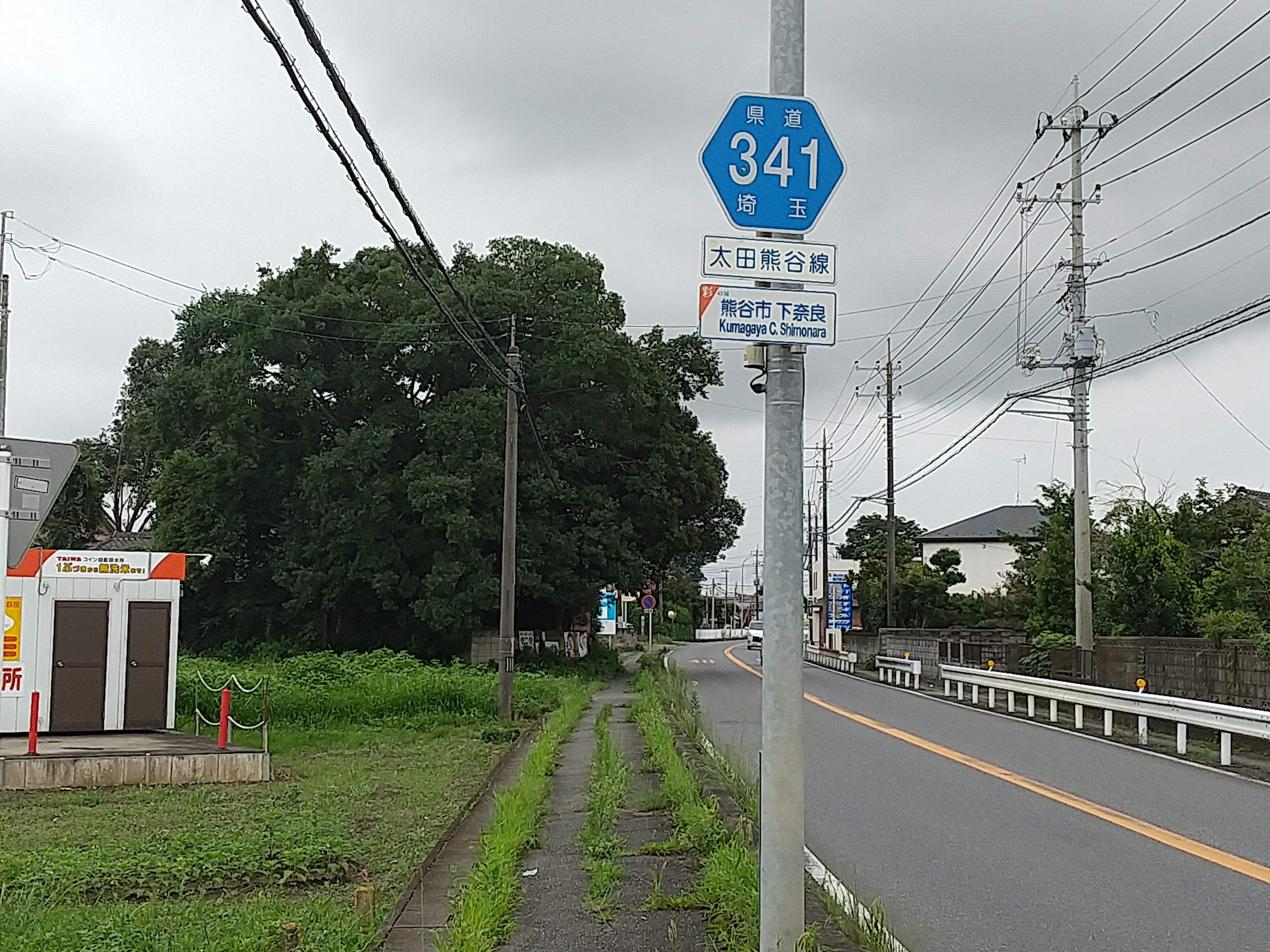
埼玉県熊谷市下奈良付近

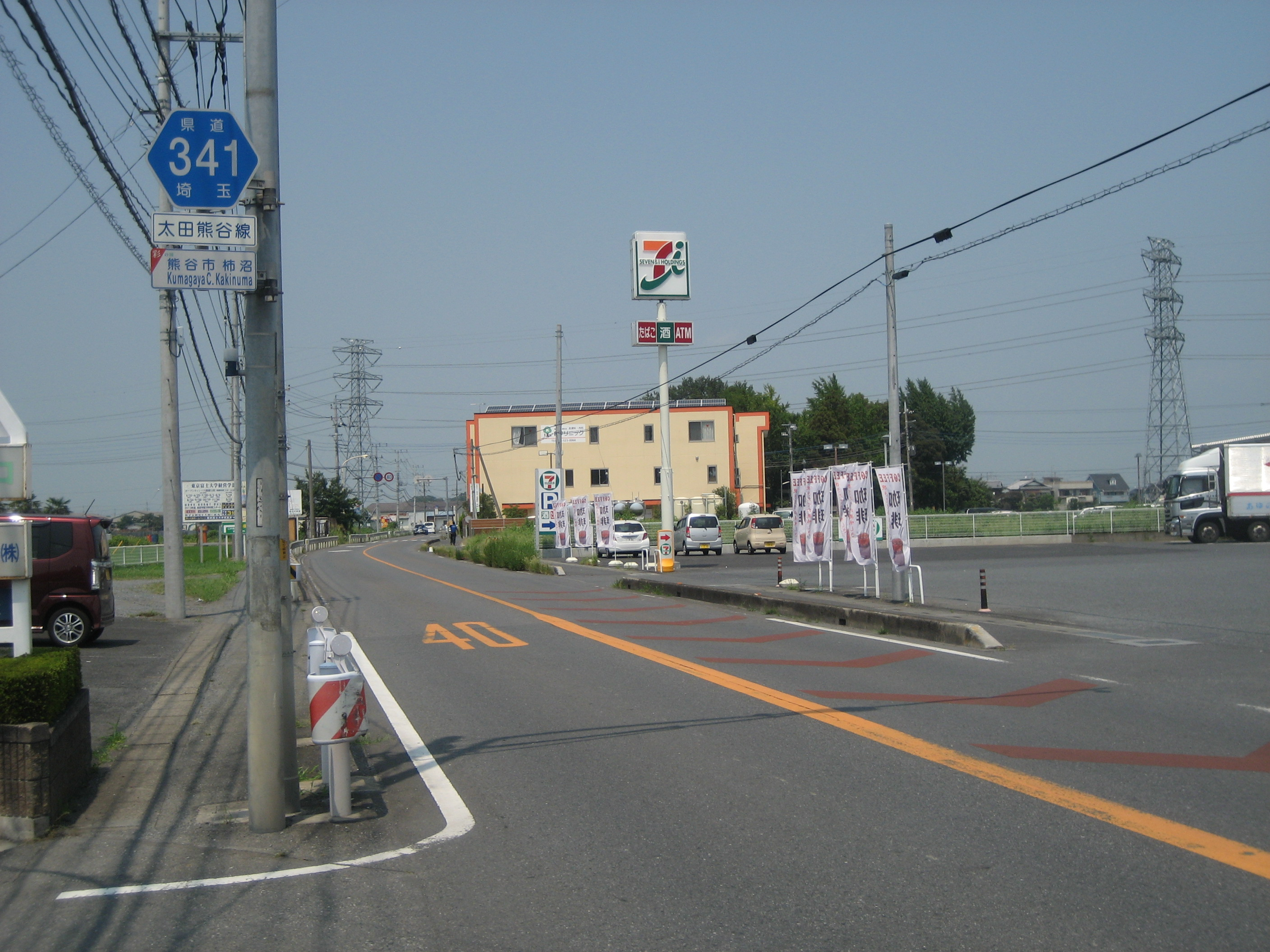
埼玉県熊谷市柿沼付近

群馬県道・埼玉県道341号太田熊谷線（ぐんまけんどう・さいたまけんどう341ごう おおたくまがやせん）は、群馬県太田市熊野町の国道407号と群馬県道128号佐野太田線との交差点から、埼玉県熊谷市本石二丁目の国道17号と国道407号との交差点までを結ぶ県道である。

## 概要
起点を群馬県太田市、終点を埼玉県熊谷市とし、経由地に太田市古戸町と熊谷市妻沼間を流れる利根川に架かる刀水橋を通る、群馬県と埼玉県により認定を受けた県道の路線である。太田市東本町十字路から埼玉県熊谷市刀水橋までの区間は、国道407号と重複している。元々は当路線単独区間であったが、1982年に国道407号が新規制定された。現在の刀水橋から熊谷警察署前の国道407号単独区間（妻沼バイパス）においても、元々は当路線のバイパスとして開通した後に国道407号に転換されたものである。
なお、熊谷市柿沼の国道17号熊谷バイパスとの交点より終点（熊谷市本石二丁目）までの間は、併行する現在の国道407号（妻沼バイパス）が熊谷警察署交差点から本石二丁目に掛けて、国道17号との重複区間となっており、それの渋滞を回避、もしくは刀水橋～森林公園方面間の往来を短絡するドライバー等の利用により連続的に渋滞が頻発（ただし、柿沼付近は熊谷バイパスの柿沼肥塚立体が完成したため、多少は緩和）しており、解消のため4車線化事業が進行しているが、現在は北大通り付近まで暫定2車線となっている。

## 路線データ
- 起点：群馬県太田市熊野町（国道407号交点：熊野町交差点）
- 終点：埼玉県熊谷市本石二丁目（国道17号交点：本石二丁目交差点）

## 歴史
- 1966年（昭和41年）2月8日：群馬県より、熊谷太田線（群馬県太田市 - 同市古戸埼玉県界 - 〈埼玉県熊谷市〉、整理番号7）が県道路線認定される[1]。 
  - 同日、前身路線にあたる桐生熊谷線（桐生市広沢町 - 刀水橋 - 埼玉県熊谷市、整理番号9）を廃止[2]。|
- 埼玉県側の県道番号は桐生熊谷線時代から県道3号だった[要検証 – ノート]。
- 1983年（昭和58年）：一般県道へ降格[要検証 – ノート]。

## 地理

### 交差する道路
- 国道407号、群馬県道128号佐野太田線（太田市熊野町）
- 国道407号、群馬県道2号前橋館林線（太田市東本町十字路）
- 国道407号（妻沼バイパス、埼玉県熊谷市刀水橋）
- 埼玉県道59号羽生妻沼線（熊谷市聖天山前、妻沼）
- 埼玉県道303号弥藤吾行田線（熊谷市弥藤吾）
- 埼玉県道263号弁財深谷線（熊谷市西野東）
- 埼玉県道359号葛和田新堀線（熊谷市奈良小学校前）
- 国道17号（熊谷バイパス、熊谷市柿沼） ※ 熊谷バイパスに埼玉県道83号熊谷館林線が重複している
- 第2北大通線（熊谷市円光）
- 国道17号、国道407号（熊谷市本石二丁目）

### 重複区間
- 群馬県太田市東本町十字路交差点 - 埼玉県熊谷市刀水橋交差点：国道407号
- 埼玉県熊谷市聖天山前交差点 - 同市妻沼交差点：埼玉県道59号羽生妻沼線

### 沿道の施設
- 八木橋百貨店
- 熊谷寺
- 熊谷税務署
- 熊谷警察署中央交番
- 熊谷拘置支所
- 熊谷地方気象台
- 埼玉県熊谷家畜保健衛生所
- 熊谷奈良郵便局
- 熊谷市立奈良小学校
- 熊谷市役所奈良出張所
- 妻沼聖天山
- 熊谷市立妻沼小学校